# Gil Schlesinger
Gil Schlesinger (* 25. März 1931 in Ústí nad Labem (Aussig), Erste Tschechoslowakische Republik; † 25. März 2024 in Pfaffenhofen an der Ilm) war ein deutscher Maler und Grafiker.

## Leben
Gil Schlesinger war von 1942 bis 1945 als rassisch Verfolgter gezwungen, in die Illegalität abzutauchen. Von 1948 an lebte er in Israel und arbeitete dort zunächst in einem Kibbuz, später in Haifa, Tel Aviv und Jerusalem. Er arbeitete in verschiedenen Berufen und hatte Kontakt mit Intellektuellen und Malern (unter anderem Jehuda Bacon). 1955 übersiedelte er in die DDR, wo er zunächst in einer Schuhfabrik arbeitete. Von 1960 bis 1962 studierte er bei Kurt Hölzer (* 1902) und Gerhard Eichhorn an der Leipziger Fachschule für angewandte Kunst mit Abschluss in Theatermalerei. Bis 1967 hatte er Anstellungen als Theatermaler in Anklam, Dessau, Meiningen und Leipzig. 1968 wurde er in den Verband Bildender Künstler der DDR aufgenommen. Seitdem lebte und arbeitete er freischaffend in Leipzig. Er hatte in der DDR eine bedeutende Zahl von Einzelausstellungen und Ausstellungsbeteiligungen.
1980 erfolgte sein Umzug nach München. Er wurde dort 1985 Mitglied des Bundes Bildender Künstler/München und Oberbayern. Ab 1992 war er Ehrenmitglied des Bundes Bildender Künstler in Leipzig, seit 1994 Mitglied der Freien Akademie der Künste zu Leipzig.
1999 erfolgte sein Umzug nach Pfaffenhofen an der Ilm.

## Werk und Wirkung
Die Arbeiten Gil Schlesingers entwickelten sich aus Quellen der klassischen Moderne. Er brachte die Freiheiten der Abstraktion in das von dogmatischer Strenge bestimmte Kunstbild der 1960er und 1970er Jahre nach Leipzig. Seine lyrischen und oft stark farbigen Bilder, Zeichnungen, Grafiken und Collagen hatten einen prägenden Einfluss auf junge, suchende, die einseitige Kunstauffassung der DDR ablehnende Autodidakten wie Studierende der Leipziger Kunsthochschule. Berliner, Rostocker, Erfurter und Chemnitzer Künstler suchten seine Nähe. Mit unkonventionellen Materialien, wie ungrundierter Sackleinwand, gebrauchtem Seidenpapier, Collagen aus Fundstücken, regte er an und forderte gleichzeitig zu Auseinandersetzung heraus. Seine geistige Freiheit erlaubte ihm Offenheit und Mut auch in politischer Hinsicht. So wurde er zu einer Art „Vaterfigur“ in der alternativen Leipziger Kunstszene. Diese Wirkung klang noch nach, als er die DDR längst verlassen hatte: Künstler des „1. Leipziger Herbstsalon 1984“ hatten zu seinem Kreis gezählt.
Seit 1980 entstanden umfangreiche Zyklen (u. a. Arabischer Zyklus, Göttliche Komödie, Posaunenbilder, Brandenburger Tore). Metaphern zur Geschichte manifestierten sich in mit Asche und Erde realisierten Großformaten.
Das von Anbeginn seiner künstlerischen Arbeit entstandene grafische Werk beinhaltet eine große Zahl von Zeichnungen, handgedruckten Holzschnitten und Siebdrucken.

## Ausstellungen (unvollständig)
- 1970: Galerie im 1. Stock (mit Hans-Peter Hund) Dependence der staatlichen Galerie Moritzburg, Halle/Saale
- 1972: Katholische Kirche, Frankfurt (Oder)
- 1978: Galerie Nord, Dresden
- 1979: Galerie Jürgen Schweinebraden, Berlin (Ost); Galerie „Clara Mosch“, Karl-Marx-Stadt
- 1980: Galerie „Arkade“, Berlin (Katalog)
- 1983: Goethe-Institut, Lille/Frankreich
- 1984: Grafiek-Centrum, Haarlem/Niederlande; Galerie RAAB, Berlin (West) (Katalog)
- 1985: Galerie Leger, München (Katalog)
- 1988/90: Galerie ’88, Hanau
- 1991: Staatliches Lindenau-Museum, Altenburg (Katalog)
- 1992: Preussen Elektra, Hannover; Kunstverein Jena, Jena; Galerie am Sachsenplatz, Leipzig
- 1993: ART Frankfurt (Galerie ’88, Hanau); One Man Show, Frankfurt/Main
- 1995: Museum Junge Kunst Frankfurt (Oder)
- 1999: Galerie Leipziger Hof, Leipzig
- 2001: Kunstverein Herzattacke, Berlin (Katalog)
- 2010: Marienkirche, Gelnhausen
- 2011: Galerie im Quellenhof, Garbisdorf (Katalog); Galerie „ars videndi“, Pfaffenhofen/Ilm; Ariowitsch-Haus, Leipzig (Katalog); Galerie Hofkunst, Loipfing; Galerie ’88 (Kanzlei Nickel Eiding), Hanau
- 2013: Galerie von Waldenburg, Waldenburg[2]
- 2015: Kunstverein, Wernigerode
- 2017: Galerie von Waldenburg (Object40), Berlin (mit Karl-Heinz Adler und Christian Roeckenschuss)
- 2018: Museum der bildenden Künste Leipzig
- 2021: Brandenburgisches Landesmuseum für moderne Kunst Cottbus

### Teilnahme an zentralen und wichtigen regionalen Ausstellungen in der DDR
- 1972, 1974 und 1979: Leipzig, Bezirkskunstausstellungen
- 1974: Erfurt („Kunst für uns“)
- 1977: Altenburg/Thüringen, Lindenau-Museum („Zeichnung im Bezirk Leipzig“)
- 1977/1978: Dresden, VIII. Kunstausstellung der DDR
- 1978: Leipzig, Galerie am Sachsenplatz („Collagen, Montagen, Frottagen von Künstlern der DDR“)
- 1979: Altenburg/Thüringen, Lindenau-Museum („Radierung und Kupferstich im Bezirk Leipzig“)
- 1979: Schwerin, Staatliches Museum („Farbige Grafik in der DDR“)
- 1982: Leipzig („10 Jahre Leipziger Grafikbörse“)

## Werkstandorte (Auswahl)
- Staatliche Museen von Dresden, Altenburg, Berlin, München, Ostdeutsche Galerie Regensburg, Frankfurt/Oder-Cottbus
- Deutsche Nationalbibliothek Frankfurt/Leipzig
- Schiller-Nationalmuseum, Marbach
- Germanisches Nationalmuseum, Nürnberg
- Harvard-University, Cambridge
- Klingspor-Museum, Offenbach
- Kunstbibliothek, Berlin
- Sächsische Landesbibliothek, Dresden
- Stadt- und Universitätsbibliothek, Frankfurt/Main
- Württembergische Landesbibliothek, Stuttgart
- Museum für aktuelle Kunst – Sammlung Hurrle, Durbach
- Museum der bildenden Künste Leipzig

## Mappenwerke und Beteiligung an Künstlerbüchern (Auswahl)
- Gil Schlesinger – Holzschnitte, Edition Schloss Röderhof 1991
- „Common Sense“ (Lithografie) Edition Augenweide, Bernburg 1990
- „Gleichmaß der Unruhe“ (Siebdruck) Edition Balance, Berlin 1991
- „Dschamp Nr. 3“, Edition Galerie auf Zeit, Berlin 1994
- Gil Schlesinger (Siebdrucke)/Walter Petri (Texte) – „Dschamp Nr. 9“, Berlin 1995, Edition Galerie auf Zeit Berlin 1995
- „Common Sense“ (Holzschnitt) Edition Augenweide, Bernburg 1995
- „Die Farbe Schwarz“ /(Holzschnitt) Edition Augenweide, Bernburg 1999
- „Herzattacke II“ (Siebdruck), Edition Herzattacke, Berlin 2001

## Preise
- 1978: Mogollon-Preis (alternativer Kunstpreis in der ehemaligen DDR)
- 1981: „Berge 81“, München
- 2001: Sonderpreis des Sächsischen Druckgrafiksymposiums